# San Simón Ticumac
San Simón Ticumac es una colonia y uno de los siete pueblos originarios del sur de la Ciudad de México, ubicada en la alcaldía Benito Juárez. Sus límites territoriales son al norte con Eje 6 Sur Av. Independencia, al norponiente con Rafael Solana Verduguillo y Luis Spota, al nororiente con Cumbres de Maltrata, al poniente con Eje Central Lázaro Cárdenas, al sur con Miguel Laurent y al oriente con Calzada de Tlalpan.
Sus colonias circundantes son al norte con Independencia, al nororiente con Del Lago, al poniente con Letrán Valle, al sur con Portales Norte y al oriente con María Del Carmen, Zacahuitzco y Albert.

## Orígenes
El origen de lo que hoy se conoce como San Simón Ticumac es incierto, aunque probablemente data del México prehispánico en la época del virreinato, por el año de 1521. Se le conocía simplemente como Ticumán, que significa lugar de tecomates o lugar de vasijas de barro, ya que en ese tiempo la zona era muy famosa por la elaboración de estos recipientes con dicho material.
Otra teoría del origen del nombre Ticumán es que con el paso del tiempo, el nombre original sufrió una adaptación al idioma náhuatl donde pasó a ser ti-co-ma-c que significa lugar donde residía el Señor que tenía la dignidad de Ticomécatl. Los elementos ideográficos son: una casa y el signo Calli: lugar donde hay tecolotes.
El asentamiento actual de San Simón Ticumac tiene antecedentes que se remontan a finales del siglo pasado, cuando la mayor parte de las tierras y familias formaban parte de las Haciendas de Narvarte. Los Portales y el Rancho San Simón Ticumac, creadas a raíz de la expedición de la circular del 9 de octubre de 1856, que autoriza la desaparición de la propiedad comunal en sustitución del antiguo Calpulli.